# 윤석현 (과학자)
윤석현(尹錫賢, 1969년 12월 29일~)은 대한민국의 괴학자이다. 매사추세츠 종합병원과 하버드 대학교에서 활동하며, 의생명공학과 광의학에 대해서 주로 연구한다.